# Juan Diego Cuauhtlatoatzin
Svatý Juan Diego Cuauhtlatoatzin (5. května 1474-30. května 1548) byl aztécký vizionář, kterému se v prosinci roku 1531 na kopci Tepeyac údajně zjevila Panna Maria.

## Život
Juan Diego pocházel z Cuauhtitlanu, jak je psáno v Nican mopohua, indiánském díle o zjevení. Jeho indiánské jméno Cuauhtlatoatzin v překladu znamená Mluvící orel.
Svým životem ve společenství církve byl pro své současníky svědectvím, že Bůh volá všechny lidi bez ohledu na různost jejich původu a kultury. Domorodým obyvatelům Mexika a celého amerického kontinentu usnadnil cestu do společenství s Kristem a s církví.
V roce 1531 se mu na kopci Tepeyac zjevila Panna Maria. Tento muž, obdařený upřímnou vírou, dosáhl svou pokorou a horlivým úsilím toho, že na tomto místě byla zbudována kaple ke cti Panny Marie Guadalupské. Tato mariánská zjevení (Zjevení Panny Marie v Guadalupe) jsou známa díky zázračně vytvořenému obrazu Panny Marie Guadalupské na Juanovu plášti. Obsah zjevení je římskokatolickou církví potvrzen jako neodporující víře.
V roce 1548 Juan Diego umírá ve věku 74 let na Tepeyacu.
Juan Diego byl beatifikován 9. dubna 1990 ve Vatikáně papežem sv. Janem Pavlem II. a kanonizován byl 31. července 2002 v Guadalupské bazilice v Mexiku sv. Janem Pavlem II., čímž se stal prvním indiánským světcem.

## Kritika
Před svatořečením Juana Diega vypluly napovrch spory o jeho existenci, které dostala za úkol vyřešit skupina třiceti odborníků z různých zemí. Výsledkem jejího bádání bylo, že Juan Diego Cuauhtlatoatzin jistě existoval.

## Obraz v oku Madony
Někteří lidé věří, že v pravém oku Madony je zachycena scéna, která se odehrála 12. prosince 1531 v domě biskupa Zumarragy, když Juan Diego před něj vysypal růže na důkaz věrohodnosti, a že tedy obsahuje i obraz Juana Diega. Doktor Jose Aste Tönsmann obraz za pomoci skeneru digitalizoval a poté vyčistil od šumů, čímž získal několik postav.